# Chrysanthellum
 Chrysanthellum   Rich., 1807 è un genere di piante angiosperme dicotiledoni della famiglia delle Asteraceae, sottofamiglia Asteroideae, tribù Coreopsideae e sottotribù Chrysanthellinae.

## Etimologia
Il nome del genere deriva da due parole greche "chrysos" (= oro) e "anthos" (= fiore).
Il nome scientifico del genere è stato definito dal botanico Louis Claude Marie Richard (1754-1821) nella pubblicazione " Synopsis Plantarum: seu Enchiridium botanicum, complectens enumerationem systematicam specierum hucusque cognitarum. Parisiis Lutetiorum" ( Syn. Pl. [Persoon] 2(2): 471) del 1807.

## Descrizione
Portamento. Le piante di questo genere hanno un habitus erbaceo con ciclo biologico annuale o perenne. Raramente sono sub-arbusti.
Fusto. La parte aerea in è eretta, semplice o ramosa. A volte sono presenti delle radici legnose.
Foglie. Le foglie lungo il caule hanno una disposizione alternata. Quelle inferiori qualche volta formano una rosetta basale. La lamina è intera o sezionata (1-2- pennatifida).
Infiorescenza. Le sinflorescenze sono formate sia da capolini terminali solitari o raggruppati in aperti panicoli. Le infiorescenze vere e proprie sono composte da un capolino terminale peduncolato generalmente di tipo radiato con fiori eterogami. I capolini sono formati da un involucro, con forme da turbinate a campanulate, composto da diverse brattee al cui interno un ricettacolo fa da base ai fiori di due tipi: fiori del raggio e fiori del disco. Le brattee sono persistenti sono dimorfe, hanno dimensioni scalate e sono disposte su 2-3 serie. Quelle esterne sono ridotte, quelle più interne sono membranose con forme da ovali a ovate. Il ricettacolo, con forme da piatte a convesse, è provvisto di pagliette di protezione della base di fiori.
Fiori.  I fiori sono tetra-ciclici (formati cioè da 4 verticilli: calice – corolla – androceo – gineceo) e pentameri (calice e corolla formati da 5 elementi). Si distinguono in:
- fiori del raggio (esterni): sono femminili (fertili o sterili) e sono disposti su una o più serie; la forma è ligulata (zigomorfa);
- fiori del disco (centrali): hanno forme brevemente tubulose (attinomorfe); sono ermafroditi o funzionalmente staminali.

- Formula fiorale:

*/x K {\displaystyle \infty }, [C (5), A (5)], G 2 (infero), achenio 
- Calice: i sepali del calice sono ridotti ad una coroncina di squame.

- Corolla:

- fiori del raggio: sono ligulati con lobi da lanceolati a strettamente oblunghi; gli apici sono bilobati; i colori sono giallo o giallo-oro o giallo-bianco;
- fiori del disco: la forma è tubulare bruscamente divaricata in 4-5 lobi (corolle pentamere, qualche volta tetramere); i lobi, patenti o eretti, hanno una forma deltata o più o meno lanceolata; il tubo è breve o di lunghezza uguale alla gola; il colore è giallo, giallo-arancio.

- Androceo: l'androceo è formato da 5 stami sorretti da filamenti generalmente liberi; gli stami sono connati e formano un manicotto circondante lo stilo.[11] Le appendici delle antere hanno delle forme arrotondate o ovate, acuminate o bilobate (sagittate); sono glabre senza canali resinosi. Il colore delle antere varia da giallo a marrone. Il tessuto endoteciale (rivestimento interno dell'antera) è quasi sempre polarizzato (con due superfici distinte: una verso l'esterno e una verso l'interno). Il polline è sferico con un diametro medio di circa 25 micron;  è tricolporato (con tre aperture sia di tipo a fessura che tipo isodiametrica o poro) ed è echinato (con punte sporgenti).

- Gineceo: l'ovario è infero uniloculare formato da 2 carpelli.[11] I bracci dello stilo (gli stigmi) sono cilindrici e assottigliati all'apice (forma subulata), la loro lunghezza coincide con la lunghezza delle aree stigmatiche. Le appendici sono penicillate.

Frutti. I frutti sono degli acheni dimorfi con pappo. Gli acheni dei fiori del raggio hanno delle forme arrotondate, dritte, fusiformi o incavate, qualche volta strettamente ob-coniche e con prominenti coste; il colore è marrone o nero. Gli acheni dei fiori del disco sono ob-compressi (raramente compressi), quadrati, dritti o qualche volta concavi e alati. Il pappo è formato da 2 – 4 barbe lisce oppure scabre; a volte il pappo è assente.

## Biologia
Impollinazione: l'impollinazione avviene tramite insetti (impollinazione entomogama tramite farfalle diurne e notturne).

Riproduzione: la fecondazione avviene fondamentalmente tramite l'impollinazione dei fiori (vedi sopra).

Dispersione: i semi (gli acheni) cadendo a terra sono successivamente dispersi soprattutto da insetti tipo formiche (disseminazione mirmecoria). In questo tipo di piante avviene anche un altro tipo di dispersione: zoocoria. Infatti gli uncini delle brattee dell'involucro (se presenti) si agganciano ai peli degli animali di passaggio disperdendo così anche su lunghe distanze i semi della pianta. Inoltre per merito del pappo (se presente) il vento può trasportare i semi anche a distanza di alcuni chilometri (disseminazione anemocora).

## Distribuzione e habitat
Le specie di questo genere sono distribuite nelle zone pantropicali in America, Africa e India.

## Sistematica
La famiglia di appartenenza di questa voce (Asteraceae o Compositae, nomen conservandum) probabilmente originaria del Sud America, è la più numerosa del mondo vegetale, comprende oltre 23.000 specie distribuite su 1.535 generi, oppure 22.750 specie e 1.530 generi secondo altre fonti (una delle checklist più aggiornata elenca fino a 1.679 generi). La famiglia attualmente (2021) è divisa in 16 sottofamiglie; la sottofamiglia Asteroideae è una di queste e rappresenta l'evoluzione più recente di tutta la famiglia.

### Filogenesi
Il gruppo di questa voce è descritto nella sottotribù Chrysanthellinae caratterizzata da un portamento cespuglioso, da un ricettacolo privo di pagliette e da una distribuzione soprattutto australe.
Nell'ambito filogenetico della sottotribù  Chrysanthellum   occupa una posizione "basale" (è uno dei primi gruppi che si sono separati dal nucleo della sottotribù).
I caratteri distintivi del genere sono:
- le piante hanno un ciclo biologico annuale, se sono perenni allora formano delle strette e legnose radici, ma non bulbose alla base;
- i fiori del raggio all'apice sono bifidi.

Il numero cromosomico delle specie di questa voce è: 2n = 16,18 e 24.

### Elenco delle specie
Questo genere ha 14 specie:
- Chrysanthellum americanum (L.) Vatke
- Chrysanthellum fagerlindii  Eliasson
- Chrysanthellum filiforme  McVaugh
- Chrysanthellum indicum  DC.
- Chrysanthellum integrifolium  Steetz
- Chrysanthellum involutum  Paul G.Wilson
- Chrysanthellum keilii  B.L.Turner
- Chrysanthellum michoacanum  B.L.Turner
- Chrysanthellum perennans  B.L.Turner
- Chrysanthellum pilzii  Strother
- Chrysanthellum pinnatisectum  (Paul G.Wilson) Veldkamp
- Chrysanthellum pusillum  Hook.f.
- Chrysanthellum rosei  (Greenm.) Veldkamp
- Chrysanthellum tamaulipense  B.L.Turner

### Sinonimi
Sono elencati alcuni sinonimi per questa entità:
- Adenocarpum D.Don ex Hook. & Arn.
- Adenospermum  Hook. & Arn.
- Chrysanthellina  Cass.
- Collaea  Spreng.
- Eryngiophyllum  Greenm.
- Sebastiania  Bertol.